# هردوابرود
هردوابرود، روستایی است از توابع بخش مرکزی شهرستان عباس آباد در استان مازندران ایران.

## جمعیت
این روستا در دهستان لنگارود قرار دارد و براساس سرشماری مرکز آمار ایران در سال ۱۳۹۵، جمعیت آن ۳۰۳ نفر (۱۱۶خانوار) بوده‌است. مردم هردوابرود از قومیت طبری هستند مردم هردوابرود به زبان طبری (مازندرانی) سخن می‌گویند.